# Fani (Indonésie)
Pour les articles homonymes, voir Fani.
Fani est une île indonésienne dans l'océan Pacifique. C'est une des îles frontalières d'Indonésie. Administrativement, elle appartient au kabupaten de Sorong de la province de Papouasie occidentale, bien que géographiquement elle appartienne plutôt aux îles Raja Ampat.

## Population
Les habitants de Fani sont originaires des Raja Ampat.

## Armée
Un détachement de 30 hommes du 1er pasukan (division) du corps des fusiliers marins indonésiens, basé à Surabaya, sont stationnés sur Fani.